# VL Humu

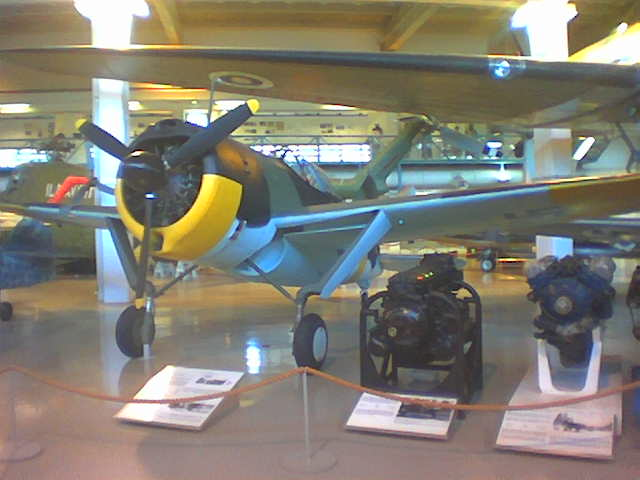
VL Humu tại Bảo tàng Hàng không Trung tâm Phần Lan.

VL Humu là một loại máy bay tiêm kích của Phần Lan, do hãng State Aircraft Factory (Valtion lentokonetehdas) theiets kế vào năm 1944. Humu được thiết kế dựa trên loại Brewster F2A của Hoa Kỳ,

## Quốc gia sử dụng
Phần Lan
- Không quân Phần Lan

## Tính năng kỹ chiến thuật (VL Humu)
Đặc điểm tổng quát
- Tổ lái: 1
- Chiều dài: 8,03 m (26 ft 4 in)
- Sải cánh: 10,67 m (35 ft 0 in)
- Chiều cao: 3,66 m (12 ft 0 in)
- Diện tích cánh: 19,40 m² (208,8 ft²)
- Trọng lượng cất cánh tối đa: 2.895 kg (6.380 lbs)
- Động cơ: 1 × Shvetsov M-63, 746 kW (1.000 hp)

 Hiệu suất bay 
- Vận tốc cực đại: 430 km/h (267 mi/h)
- Trần bay: 8.000 m (26.250 ft)
- Vận tốc leo cao: 13,3 m/s (43,6 ft/s)

Trang bị vũ khí

- 2× súng máy LKK/42 ns 12,7 mm